# Mileta Mihajlov
Mileta Mihajlov (Zrenjanin, 16. svibnja 1956.) srbijanski je političar i bivši gradonačelnik Zrenjanina.
Na dužnost gradonačelnika izabran je u travnju 2009. godine, nakon što je bivši gradonačelnik Goran Knežević razriješen s te dužnosti.